# Ведерник (кряж)
Ведерник (або Ведерницький кряж) — гірська гряда в Північно-Західній Болгарії, Західних Передбалкан, Відінська область,  простягається з північного заходу на південний схід.
Гірський хребет Ведерника  піднімається в західній частині Предбалканських гір, уздовж південно-західної підніжжя якого проходить кордон між Передбалканськими і Балканськими горами.  На північному заході глибока долина річки Салашка (права притока Арчари) відокремлює його від вершини Бабиного носу, а на південному сході - долиною річки Лом - від гори Широкої.  На північному сході понижається у села Граничак і долини річки Стакевська (ліва притока Лома) одночасно з'єднуює і відокремлюють його від Белоградчицького хребта.  На південному заході через видовжене скорочення сінклину   між селами Салаш і  Долішній Лом, зливається з північними хребтами  Светоникольської гори, яка є частиною Балканських гір.
Довжина кряжа з північного заходу на південний схід становить близько 30 км, а його ширина коливається від 4 км до північного заходу до 8 км на південний схід. Його максимальна висота гора Ведерник (1124.2 м), розташована в північно - західній частині в 1,8 км на північний - захід від села Прауджа, общиниБелоградчик.
Ведерник розділений  по річці Стакевська і  Чупреньська  на три майже рівні частини.  Це моноклін, сформований в південному стегні глибоко оголеної білоградчицької антиклинали.  Складенийі верхньоюрськими вапняками.  Гряда скелястя, хребти з крутіми північно-східними схилами.  Її південно-західні схили  підвітряні, сильно розмиті.
Клімат помірно континентальний з відносно холодною зимою і прохолодним літом.  Лісова рослинність представлена переважно буком і грабом.
У центрі кряжа є села Праужда, Пролазниця і Бостаните і на  периферії - Салас і Граничак (північно - захід), Чифлик, Боровиця і Протопопинці (північ), Средогрив і Долішній Лом (схід) Репляна, Тирговиште, Вирбово і Крачимир (південь).
У долині річки Чупренська, яка розділяє пагорб в її південно-східній частині, проходить ділянка  Республіканської дороги III-114 Лом - Ружинці - перевал Свиникольский.

## Топографічна карта
- Аркуш карти K-34-22. Масштаб: 1 : 100 000. Видання 1974 р. (рос.)Замініть картку на рядок {{Карта|K-34-22}}  Адреса карти вже є в базі даних шаблону.